# Лишайницы
Лиша́йницы (лат. Lithosiini) — триба бабочек из подсемейства медведиц (Arctiinae). Ранее считалась подсемейством Lithosiinae в семействе медведиц (Arctiidae).

## Описание
Встречается по всему свету, от северных тундр (Manulea (Setema) vakulenkoi Tshist. и Manulea (Setema) hyalinofuscatum Tshist.) до полупустынь (Manulea palliatella Scop.) и экваториальных лесов. Бабочки чаще ведут ночной образ жизни, реже встречаются только днём (например, Setina roscida Den. & Schiff.). Гусеницы питаются различными лишайниками; гусениц некоторых лесных видов можно найти на коре деревьев, например, Katha depressa Esp.); ряд видов могут питаться накипными лишайниками на камнях (Setina roscida Den. & Schiff.). В России встречается 66 видов.
Все гусеницы Lithosiini, которые были исследованы на сегодняшний день, имеют молу (mola), уникальную уплощенную, сильно склеротизированную область на внутреннем крае мандибул, которую они используют для перетирания жестких слоевищ лишайника. Способность личинок питаться лишайниками и связывать ассоциированные с ними токсины для собственной защиты, вероятно, была ключевой инновацией, которая привела к значительному разнообразию этой группы.. Слышимые щелчки некоторых взрослых особей предупреждают летучих мышей об их неприятном вкусе.

## Систематика
В мировой фауне около 4000 видов и 350 родов в 7 подтрибах: Acsalina, Cisthenina (включая Gardinia и Eudesmiina), Clemensiina, Endrosiina, Lithosiina, Nudariina, Phryganopterygiina. Монофилия Lithosiini поддерживается двумя личиночными апоморфиями, мандибулярной молой и уникальным расположением щетинок лабрума, где M1 находится более вентрально и далеко от M2. В плезиоморфном состоянии (не Lithosiini) M1 и M2 либо лежат на одной горизонтальной линии, либо M1 немного дорсальнее M2. Монофилия Lithosiini дополнительно подтверждается несколькими молекулярно-филогенетическими исследованиями Arctiinae.
Роды подсемейства, встречающиеся на территории России:
- Ascala Benjamin, 1935
- Macrobrochis Herrich-Schäffer, 1855
- Ghoria Moore, 1878
- Cybosia Hübner, 1819
- Eilema Hübner, 1819
- Dolgoma Moore, 1878
- Katha Moore, 1878
- Collita Moore, 1878
- Wittia de Freina, 1980
- Manulea Wallengren, 1863
- Setema De Freina & Witt, 1984 (подрод рода Manulea)
- Atolmis Hübner, 1819
- Pelosia Hübner, 1819
- Lithosia Fabricius, 1798
- Cyana Walker, 1854
- Nudaria Haworth, 1809
- Thumatha Walker, 1866
- Paidia Hübner, 1819
- Barsine Walker, 1854
- Miltochrista Hübner, 1819
- Paraheliosia Dubatolov, Kishida & Wu, 2014
- Nudina Staudinger, 1887
- Melanaema Butler, 1877
- Stigmatophora Staudinger, 1881
- Setina Schrank, 1802
- Aemene Walker, 1854

Другие:
- Prozorovia Spitsyn, 2024